# キョヨン・サン
キョヨン・サン (英: Keoyoung Sun、朝: 거영 선) は、大韓民国のケミカルタンカーである。1996年に建造されたが、2024年に悪天候の山口県沖で転覆した。

## 船舶概要
1996年に広島県大崎上島の佐々木造船により建造され、当初は日本の船主により「さんのう丸」と命名された。その後、韓国のキョヨン海運（Keoyoung Shipping Company）に売船され、2005年3月に「Keoyoung Yun」に船名変更された。2018年の一時期、「Nan Liam 11」に船名を改めたが、間もなく「キョヨン・サン」に変更した。
トン数870トン、全長68.82m、垂線間長64.0m、幅は10.82m。10槽の化学タンクを有し、載貨重量トン数は1,304トンであった。赤阪鐵工所製の、出力1,177kWのディーゼルエンジンを搭載し、1基の固定ピッチプロペラで速力12.3ノットの性能を有していた。

## 転覆事故
2024年3月18日午後6時ごろ、アクリル酸980トンを積載し兵庫県の姫路港から韓国南東部の蔚山広域市（蔚山港）に向けて出港した同船は、荒天のため20日午前2時ごろより、瀬戸内海から関門海峡を抜けた先の山口県の六連島の北北西約8kmの海域に停泊していた。福岡管区気象台によると、発達した低気圧のため下関市周辺では19日夕方より暴風警報と波浪注意報が発令され、4mほどの高波が予想されていた。同日午前7時5分ごろ、「船が傾いている」との118番通報を受け、第七管区海上保安本部門司海上保安部の巡視艇など4隻が捜索したところ、同8時半ごろにキョヨン・サンが転覆しているのが発見された。乗員11人（インドネシア人8人、韓国人2人、中国人1人）のうち、生存者は1人。同年9月20日、10人全員の死亡が確認された。5月23日から、サルベージ船による撤去作業が開始された。
2024年4月16日には、キョヨン海運が所有する別のケミカルタンカー「キョヨン・パイオニア」が中国福州市（福州港）から名古屋港へ向けて、鹿児島県十島村口之島北西約6kmの海域を航行中に針路の適正を欠いたために座礁し、積荷のシクロヘキサンが流出する事故が起きている。